# Diskografie Red Hot Chili Peppers
Toto je seznam vydané diskografie americké funk rockové skupiny Red Hot Chili Peppers.

## Alba

### Studiová alba
| The Red Hot Chili Peppers                                                               | - Vydáno: 10. srpna 1984 (US) - Vydavatelství: EMI, Capitol   | —   | —  | —  | — | —  | —  | —  | —  | —  | —  | |
| Freaky Styley                                                                           | - Vydáno: 16. srpna 1985 (US) - Vydavatelství: EMI            | —   | —  | —  | — | —  | —  | —  | —  | —  | —  | - BPI: Silver |
| The Uplift Mofo Party Plan                                                              | - Vydáno: 29. září 1987 (US) - Vydavatelství: EMI             | 148 | —  | —  | — | —  | —  | —  | —  | —  | —  | - RIAA: Gold |
| Mother's Milk                                                                           | - Vydáno: 16. srpna 1989 (US) - Vydavatelství: EMI            | 52  | 33 | —  | — | —  | —  | 69 | 47 | —  | —  | - RIAA: Platinum - BPI: Silver - MC: Gold |
| Blood Sugar Sex Magik                                                                   | - Vydáno: 24. září 1991 (US) - Vydavatelství: Warner Bros.    | 3   | 1  | 17 | 1 | 33 | 12 | 2  | 1  | 10 | 25 | - RIAA: 7× Platinum - ARIA: 6× Platinum - BPI: 3× Platinum - BVMI: Platinum - IFPI AUT: Gold - MC: 4× Platinum - NVPI: Platinum - RMNZ: 2× Platinum - SNEP: Platinum                                 |
| One Hot Minute                                                                          | - Vydáno: 12. září 1995 (US) - Vydavatelství: Warner Bros.    | 4   | 1  | 4  | 6 | 3  | 3  | 5  | 1  | 2  | 2  | - RIAA: 2× Platinum - ARIA: 3× Platinum - BPI: Gold - IFPI AUT: Gold - IFPI SWI: Gold - MC: Platinum - NVPI: Gold - RMNZ: Platinum - SNEP: Platinum                                                  |
| Californication                                                                         | - Vydáno: 8. června 1999 (US) - Vydavatelství: Warner Bros.   | 3   | 1  | 2  | 2 | 2  | 2  | 2  | 1  | 3  | 5  | - RIAA: 8× Platinum - ARIA: 8× Platinum - BPI: 5× Platinum - BVMI: 3× Gold - IFPI AUT: 2× Platinum - IFPI SWI: 2× Platinum - MC: 6× Platinum - NVPI: 2× Platinum - RMNZ: 8× Platinum - SNEP: 2× Gold |
| By the Way                                                                              | - Vydáno: 9. července 2002 (US) - Vydavatelství: Warner Bros. | 2   | 1  | 1  | 1 | 2  | 1  | 1  | 1  | 1  | 1  | - RIAA: 2× Platinum - ARIA: 5× Platinum - BPI: 7× Platinum - BVMI: 5× Gold - IFPI AUT: Platinum - IFPI SWI: 2× Platinum - MC: 2× Platinum - NVPI: Platinum - RMNZ: 2× Platinum - SNEP: Platinum      |
| Stadium Arcadium                                                                        | - Vydáno: 9. května 2006 (US) - Vydavatelství: Warner Bros.   | 1   | 1  | 1  | 1 | 1  | 1  | 1  | 1  | 1  | 1  | - RIAA: 4× Platinum - ARIA: 3× Platinum - BPI: 3× Platinum - BVMI: 3× Platinum - IFPI AUT: Platinum - IFPI SWI: 2× Platinum - MC: 4× Platinum - NVPI: Platinum - RMNZ: 6× Platinum - SNEP: Platinum  |
| I'm with You                                                                            | - Vydáno: 29. srpna 2011 (US) - Vydavatelství: Warner Bros.   | 2   | 2  | 2  | 2 | 2  | 1  | 1  | 1  | 1  | 1  | - RIAA: Gold - ARIA: Platinum - BPI: Gold - BVMI: Platinum - IFPI AUT: Gold - IFPI SWI: Platinum - MC: Platinum - NVPI: Gold - RMNZ: Platinum - SNEP: Platinum                                       |
| The Getaway                                                                             | - Vydáno: 17. června 2016 - Vydavatelství: Warner Bros.       | 2   | 1  | 1  | 2 | 3  | 2  | 1  | 1  | 1  | 2  | - RIAA: Gold - BPI: Gold - BVMI: Gold - IFPI AUT: Gold - IFPI SWI: Gold - MC: Gold - NVPI: Gold - RMNZ: Platinum - SNEP: Platinum                                                                    |
| Unlimited Love                                                                          | - Vydáno: 1. dubna 2022 - Vydavatelství: Warner               | 1   | 1  | 1  | 1 | 1  | 1  | 1  | 1  | 1  | 1  | - BPI: Silver - SNEP: Gold |
| Return of the Dream Canteen                                                             | - Vydáno: 14. října 2022 - Vydavatelství: Warner              | 3   | 2  | 1  | 3 | 1  | 1  | 1  | 1  | 1  | 2  | |
| "—" značí, že se nahrávka neumístila v hitparádách nebo v tomto území ani nebyla vydána |                                                               |     |    |    |   |    |    |    |    |    |    | |

### Koncertní alba
| Název                                   | Detaily o albu                                        | Umístění v hitparádách | Umístění v hitparádách | Umístění v hitparádách | Umístění v hitparádách | Umístění v hitparádách | Umístění v hitparádách | Umístění v hitparádách | Umístění v hitparádách | Certifikace                                                    |
| Název                                   | Detaily o albu                                        | AUS                    | AUT                    | FRA                    | GER                    | NLD                    | NZ                     | SWI                    | UK                     | Certifikace                                                    |
| --------------------------------------- | ----------------------------------------------------- | ---------------------- | ---------------------- | ---------------------- | ---------------------- | ---------------------- | ---------------------- | ---------------------- | ---------------------- | -------------------------------------------------------------- |
| Red Hot Chili Peppers Live in Hyde Park | - Vydáno: 3. srpna 2004 - Vydavatelství: Warner Bros. | 5                      | 1                      | 5                      | 8                      | 4                      | 13                     | 1                      | 1                      | - ARIA: Platinum - BPI: Gold - IFPI AUT: Gold - IFPI SWI: Gold |
| Cardiff, Wales: 6/23/04                 | - Vydáno: 17. března 2015                             | —                      | —                      | —                      | —                      | —                      | —                      | —                      | —                      |                                                                |

### Kompilační alba
| Název                                                                                   | Detaily o albu                                                  | Umístění v hitparádách | Umístění v hitparádách | Umístění v hitparádách | Umístění v hitparádách | Umístění v hitparádách | Umístění v hitparádách | Umístění v hitparádách | Umístění v hitparádách | Umístění v hitparádách | Umístění v hitparádách | Prodeje         | Certifikace |
| Název                                                                                   | Detaily o albu                                                  | US                     | AUS                    | AUT                    | CAN                    | FRA                    | GER                    | NLD                    | NZ                     | SWI                    | UK                     | Prodeje         | Certifikace |
| --------------------------------------------------------------------------------------- | --------------------------------------------------------------- | ---------------------- | ---------------------- | ---------------------- | ---------------------- | ---------------------- | ---------------------- | ---------------------- | ---------------------- | ---------------------- | ---------------------- | --------------- | --- |
| Sock-Cess                                                                               | - Vydáno: 1989 (UK) - Vydavatelství: EMI                        | —                      | —                      | —                      | —                      | —                      | —                      | —                      | —                      | —                      | —                      |                 | |
| What Hits!?                                                                             | - Vydáno: 29. září 1992 (US) - Vydavatelství: EMI, Capitol      | 22                     | 9                      | —                      | 18                     | —                      | —                      | 80                     | 5                      | 34                     | 23                     | - US: 1,500,000 | - RIAA: Platinum - ARIA: Platinum - BPI: Platinum - MC: Platinum |
| Live Rare Remix Box                                                                     | - Vydáno: 1994 (US) - Vydavatelství: Warner Bros.               | —                      | —                      | —                      | —                      | —                      | —                      | —                      | —                      | —                      | —                      |                 | |
| The Plasma Shaft                                                                        | - Vydáno: 13. října 1994 (AUS) - Vydavatelství: Warner Bros.    | —                      | 6                      | —                      | —                      | —                      | —                      | —                      | 15                     | —                      | —                      |                 | - ARIA: Gold |
| Out in L.A.                                                                             | - Vydáno: 1. listopadu 1994 (US) - Vydavatelství: EMI, Capitol  | 82                     | —                      | —                      | 47                     | 37                     | —                      | 94                     | —                      | 37                     | 61                     | - US: 126,000   | |
| The Best of the Red Hot Chili Peppers                                                   | - Vydáno: 1994 (US) - Vydavatelství: Capitol                    | —                      | —                      | —                      | —                      | —                      | —                      | —                      | —                      | —                      | —                      |                 | |
| Under the Covers: Essential Red Hot Chili Peppers                                       | - Vydáno: 31. března 1998 (US) - Vydavatelství: EMI, Capitol    | —                      | —                      | —                      | —                      | —                      | —                      | —                      | —                      | —                      | —                      |                 | |
| Greatest Hits                                                                           | - Vydáno: 18. listoapdu 2003 (US) - Vydavatelství: Warner Bros. | 18                     | 2                      | 2                      | 20                     | 39                     | 4                      | 4                      | 2                      | 2                      | 4                      |                 | - RIAA: 2× Platinum - ARIA: 6× Platinum - BVMI: 2× Platinum - BPI: 7× Platinum - IFPI AUT: Gold - IFPI SWI: 2× Platinum - NVPI: Gold - RMNZ: 2× Platinum - SNEP: Gold |
| 10 Great Songs                                                                          | - Vydáno: 2009 - Vydavatelství: Capitol                         | —                      | —                      | —                      | —                      | —                      | —                      | —                      | —                      | —                      | —                      |                 | |
| Road Trippin' Through Time                                                              | - Vydáno: 2011 (US) - Vydavatelství: Warner Bros.               | —                      | —                      | —                      | —                      | —                      | —                      | —                      | —                      | —                      | —                      |                 | |
| I'm Beside You                                                                          | - Vydáno: 29. listopadu 2013 (US) - Vydavatelství: Warner Bros. | —                      | —                      | —                      | —                      | —                      | —                      | —                      | —                      | —                      | —                      |                 | |
| "—" značí, že se nahrávka neumístila v hitparádách nebo v tomto území ani nebyla vydána |                                                                 |                        |                        |                        |                        |                        |                        |                        |                        |                        |                        |                 | |

## Extended play
| Název                                                                                   | Detaily o EP                                                 | Umístění v hitparádách |
| Název                                                                                   | Detaily o EP                                                 | US                     |
| --------------------------------------------------------------------------------------- | ------------------------------------------------------------ | ---------------------- |
| The Abbey Road E.P.                                                                     | - Vydáno: 1988 (US) - Vydavatelství: EMI                     | —                      |
| 2011 Live EP                                                                            | - Vydáno: 29. března 2012 (US) - Vydavatelství: Warner Bros. | —                      |
| Rock & Roll Hall of Fame Covers EP                                                      | - Vydáno: 1. května 2012 (US) - Vydavatelství: Warner Bros.  | 91                     |
| 2012-13 Live EP                                                                         | - Vydáno: 1. července 2014 - Vydavatelství: Warner Bros.     | —                      |
| Live in Paris                                                                           | - Vydáno: 1. července 2016 - Vydavatelství: Deezer           | —                      |
| "—" značí, že se nahrávka neumístila v hitparádách nebo v tomto území ani nebyla vydána |                                                              |                        |

## Singly

### 1980s a 1990s
| Název                                                                                   | Rok  | Umístění v hitparádách | Umístění v hitparádách | Umístění v hitparádách | Umístění v hitparádách | Umístění v hitparádách | Umístění v hitparádách | Umístění v hitparádách | Umístění v hitparádách | Umístění v hitparádách | Umístění v hitparádách | Certifikace                                                                                           | Album                                                               |
| Název                                                                                   | Rok  | US                     | US Alt.                | AUS                    | CAN                    | FRA                    | GER                    | IRE                    | NLD                    | NZ                     | UK                     | Certifikace                                                                                           | Album                                                               |
| --------------------------------------------------------------------------------------- | ---- | ---------------------- | ---------------------- | ---------------------- | ---------------------- | ---------------------- | ---------------------- | ---------------------- | ---------------------- | ---------------------- | ---------------------- | --- | ------------------------------------------------------------------- |
| "Fight Like a Brave"                                                                    | 1987 | —                      | —                      | —                      | —                      | —                      | —                      | —                      | —                      | —                      | —                      | | The Uplift Mofo Party Plan                                          |
| "Higher Ground"                                                                         | 1989 | —                      | 11                     | 45                     | —                      | —                      | —                      | —                      | 38                     | 15                     | 54                     | - RMNZ: Gold                                                                                          | Mother's Milk                                                       |
| "Knock Me Down"                                                                         | 1989 | —                      | 6                      | —                      | —                      | —                      | —                      | —                      | —                      | —                      | —                      | | Mother's Milk                                                       |
| "Taste the Pain"                                                                        | 1989 | —                      | —                      | —                      | —                      | —                      | —                      | —                      | —                      | —                      | 29                     | | Mother's Milk                                                       |
| "Show Me Your Soul"                                                                     | 1990 | —                      | 10                     | —                      | —                      | —                      | —                      | —                      | —                      | —                      | —                      | | Pretty Woman: Original Motion Picture Soundtrack                    |
| "Give It Away"                                                                          | 1991 | 73                     | 1                      | 41                     | —                      | 49                     | —                      | 19                     | 42                     | 22                     | 9                      | - RIAA: 2× Platinum - BPI: Gold - RMNZ: Platinum                                                      | Blood Sugar Sex Magik                                               |
| "Under the Bridge"                                                                      | 1991 | 2                      | 6                      | 1                      | 3                      | 136                    | 11                     | 20                     | 1                      | 2                      | 13                     | - RIAA: 6× Platinum - ARIA: Platinum - BPI: 3× Platinum - BVMI: Gold - NVPI: Gold - RMNZ: 7× Platinum | Blood Sugar Sex Magik                                               |
| "Suck My Kiss"                                                                          | 1992 | —                      | 15                     | 8                      | —                      | —                      | —                      | —                      | —                      | 3                      | —                      | - RIAA: Gold - RMNZ: Gold                                                                             | Blood Sugar Sex Magik                                               |
| "Breaking the Girl"                                                                     | 1992 | —                      | 19                     | 30                     | 45                     | —                      | —                      | 19                     | 48                     | 12                     | 41                     | - RIAA: Gold - RMNZ: Gold                                                                             | Blood Sugar Sex Magik                                               |
| "Behind the Sun"                                                                        | 1992 | —                      | 7                      | 37                     | 73                     | —                      | —                      | —                      | —                      | 7                      | —                      | | The Uplift Mofo Party Plan                                          |
| "If You Have to Ask"                                                                    | 1993 | —                      | —                      | 106                    | —                      | —                      | —                      | —                      | —                      | —                      | —                      | | Blood Sugar Sex Magik                                               |
| "Soul to Squeeze"                                                                       | 1993 | 22                     | 1                      | 9                      | 8                      | —                      | —                      | —                      | —                      | 6                      | —                      | - ARIA: Gold - RMNZ: Platinum                                                                         | Coneheads: Music from the Motion Picture Soundtrack                 |
| "Warped"                                                                                | 1995 | —                      | 7                      | 12                     | —                      | —                      | 47                     | —                      | —                      | 4                      | 31                     | | One Hot Minute                                                      |
| "My Friends"                                                                            | 1995 | —                      | 1                      | 15                     | 11                     | 40                     | 81                     | —                      | —                      | 20                     | 29                     | - RMNZ: Gold                                                                                          | One Hot Minute                                                      |
| "Aeroplane"                                                                             | 1996 | —                      | 8                      | 35                     | 48                     | —                      | —                      | —                      | —                      | 26                     | 11                     | | One Hot Minute                                                      |
| "Shallow Be Thy Game"                                                                   | 1996 | —                      | —                      | 88                     | —                      | —                      | —                      | —                      | —                      | —                      | —                      | | One Hot Minute                                                      |
| "Coffee Shop"                                                                           | 1996 | —                      | —                      | —                      | —                      | —                      | —                      | —                      | —                      | —                      | —                      | | One Hot Minute                                                      |
| "Love Rollercoaster"                                                                    | 1996 | —                      | 14                     | 19                     | 49                     | —                      | —                      | 24                     | —                      | 35                     | 7                      | | Beavis and Butt-head Do America: Original Motion Picture Soundtrack |
| "Scar Tissue"                                                                           | 1999 | 9                      | 1                      | 15                     | 4                      | 66                     | 75                     | 16                     | 38                     | 3                      | 15                     | - RIAA: 6× Platinum - ARIA: Gold - BPI: 2× Platinum - RMNZ: 5× Platinum                               | Californication                                                     |
| "Around the World"                                                                      | 1999 | —                      | 7                      | 49                     | —                      | —                      | —                      | —                      | 69                     | 35                     | 35                     | - RIAA: Gold - BPI: Silver - RMNZ: Gold                                                               | Californication                                                     |
| "—" značí, že se nahrávka neumístila v hitparádách nebo v tomto území ani nebyla vydána |      |                        |                        |                        |                        |                        |                        |                        |                        |                        |                        | |                                                                     |

### 2000s
| Název                                                                                   | Rok  | Umístění v hitparádách | Umístění v hitparádách | Umístění v hitparádách | Umístění v hitparádách | Umístění v hitparádách | Umístění v hitparádách | Umístění v hitparádách | Umístění v hitparádách | Umístění v hitparádách | Umístění v hitparádách | Certifikace                                                                 | Album            |
| Název                                                                                   | Rok  | US                     | US Alt.                | AUS                    | CAN                    | GER                    | IRE                    | NLD                    | NZ                     | SWI                    | UK                     | Certifikace                                                                 | Album            |
| --------------------------------------------------------------------------------------- | ---- | ---------------------- | ---------------------- | ---------------------- | ---------------------- | ---------------------- | ---------------------- | ---------------------- | ---------------------- | ---------------------- | ---------------------- | --------------------------------------------------------------------------- | ---------------- |
| "Otherside"                                                                             | 2000 | 14                     | 1                      | 31                     | 32                     | 44                     | 41                     | 24                     | 5                      | 65                     | 33                     | - RIAA: 5× Platinum - BPI: Platinum - RMNZ: 4× Platinum                     | Californication  |
| "Californication"                                                                       | 2000 | 69                     | 1                      | 44                     | 59                     | 63                     | 24                     | 41                     | 8                      | —                      | 16                     | - RIAA: 6× Platinum - BPI: 3× Platinum - RMNZ: 6× Platinum                  | Californication  |
| "Road Trippin'"                                                                         | 2000 | —                      | —                      | 56                     | —                      | 89                     | 27                     | 80                     | 44                     | 91                     | 30                     | - RIAA: Gold - RMNZ: Gold                                                   | Californication  |
| "By the Way"                                                                            | 2002 | 34                     | 1                      | 6                      | 2                      | 22                     | 7                      | 12                     | 13                     | 8                      | 2                      | - RIAA: 2× Platinum - ARIA: Gold - BPI: Platinum - RMNZ: 2× Platinum        | By the Way       |
| "The Zephyr Song"                                                                       | 2002 | 49                     | 6                      | 21                     | 11                     | 65                     | 22                     | 72                     | 9                      | 100                    | 11                     | - RIAA: Gold - BPI: Platinum - RMNZ: Platinum                               | By the Way       |
| "Can't Stop"                                                                            | 2003 | 57                     | 1                      | 38                     | —                      | 48                     | 30                     | 65                     | 40                     | 39                     | 22                     | - RIAA: 4× Platinum - BPI: 3× Platinum - BVMI: Platinum - RMNZ: 5× Platinum | By the Way       |
| "Dosed"                                                                                 | 2003 | —                      | 13                     | —                      | —                      | —                      | —                      | —                      | —                      | —                      | —                      |                                                                             | By the Way       |
| "Universally Speaking"                                                                  | 2003 | —                      | —                      | 80                     | —                      | —                      | 42                     | —                      | —                      | —                      | 27                     |                                                                             | By the Way       |
| "Fortune Faded"                                                                         | 2003 | —                      | 8                      | 16                     | —                      | 46                     | 20                     | 61                     | 37                     | 59                     | 11                     |                                                                             | Greatest Hits    |
| "Dani California"                                                                       | 2006 | 6                      | 1                      | 8                      | 1                      | 12                     | 7                      | 7                      | 7                      | 4                      | 2                      | - RIAA: 5× Platinum - ARIA: Gold - BPI: 2× Platinum - RMNZ: 3× Platinum     | Stadium Arcadium |
| "Tell Me Baby"                                                                          | 2006 | 50                     | 1                      | 20                     | 17                     | 37                     | 12                     | 27                     | 16                     | 43                     | 16                     | - RIAA: Platinum - BPI: Silver - RMNZ: Gold                                 | Stadium Arcadium |
| "Snow (Hey Oh)"                                                                         | 2006 | 22                     | 1                      | 35                     | 35                     | 5                      | 13                     | 5                      | 10                     | 9                      | 16                     | - RIAA: 4× Platinum - BPI: 2× Platinum - BVMI: Gold - RMNZ: 5× Platinum     | Stadium Arcadium |
| "Desecration Smile"                                                                     | 2007 | —                      | —                      | —                      | —                      | 67                     | —                      | 24                     | 33                     | —                      | 27                     |                                                                             | Stadium Arcadium |
| "Hump de Bump"                                                                          | 2007 | —                      | 8                      | 17                     | 63                     | 83                     | —                      | 43                     | —                      | 43                     | 41                     |                                                                             | Stadium Arcadium |
| "—" značí, že se nahrávka neumístila v hitparádách nebo v tomto území ani nebyla vydána |      |                        |                        |                        |                        |                        |                        |                        |                        |                        |                        |                                                                             |                  |

### 2010s
| Název                                                                                   | Rok  | Umístění v hitparádách | Umístění v hitparádách | Umístění v hitparádách | Umístění v hitparádách | Umístění v hitparádách | Umístění v hitparádách | Umístění v hitparádách | Umístění v hitparádách | Umístění v hitparádách | Umístění v hitparádách | Certifikace                                                           | Album        |
| Název                                                                                   | Rok  | US                     | US Rock                | AUS                    | CAN                    | FRA                    | GER                    | JPN                    | NLD                    | SWI                    | UK                     | Certifikace                                                           | Album        |
| --------------------------------------------------------------------------------------- | ---- | ---------------------- | ---------------------- | ---------------------- | ---------------------- | ---------------------- | ---------------------- | ---------------------- | ---------------------- | ---------------------- | ---------------------- | --------------------------------------------------------------------- | ------------ |
| "The Adventures of Rain Dance Maggie"                                                   | 2011 | 38                     | 1                      | 41                     | 16                     | 38                     | 20                     | 6                      | 28                     | 26                     | 44                     | - RIAA: Platinum - RMNZ: Gold                                         | I'm with You |
| "Monarchy of Roses"                                                                     | 2011 | —                      | 7                      | —                      | —                      | —                      | —                      | 31                     | —                      | —                      | —                      |                                                                       | I'm with You |
| "Look Around"                                                                           | 2012 | —                      | 11                     | —                      | 85                     | —                      | —                      | 72                     | —                      | —                      | —                      |                                                                       | I'm with You |
| "Brendan's Death Song"                                                                  | 2012 | —                      | —                      | —                      | —                      | —                      | —                      | —                      | —                      | —                      | —                      |                                                                       | I'm with You |
| "Dark Necessities"                                                                      | 2016 | 67                     | 6                      | 52                     | 51                     | 45                     | 47                     | 47                     | 60                     | 39                     | 72                     | - RIAA: Platinum - BPI: Gold - BVMI: Gold - MC: Gold - RMNZ: Platinum | The Getaway  |
| "Go Robot"                                                                              | 2016 | —                      | 26                     | —                      | —                      | 123                    | —                      | —                      | —                      | —                      | —                      |                                                                       | The Getaway  |
| "Sick Love"                                                                             | 2016 | —                      | 34                     | —                      | —                      | —                      | —                      | —                      | —                      | —                      | —                      |                                                                       | The Getaway  |
| "Goodbye Angels"                                                                        | 2017 | —                      | 31                     | —                      | —                      | —                      | —                      | —                      | —                      | —                      | —                      |                                                                       | The Getaway  |
| "—" značí, že se nahrávka neumístila v hitparádách nebo v tomto území ani nebyla vydána |      |                        |                        |                        |                        |                        |                        |                        |                        |                        |                        |                                                                       |              |

### 2020s
| Název                                                                                   | Rok  | Umístění v hitparádách | Umístění v hitparádách | Umístění v hitparádách | Umístění v hitparádách | Umístění v hitparádách | Umístění v hitparádách | Umístění v hitparádách | Umístění v hitparádách | Umístění v hitparádách | Umístění v hitparádách | Album                       |
| Název                                                                                   | Rok  | US                     | US Rock                | AUS                    | CAN                    | GER                    | IRE                    | NLD                    | SWI                    | UK                     | WW                     | Album                       |
| --------------------------------------------------------------------------------------- | ---- | ---------------------- | ---------------------- | ---------------------- | ---------------------- | ---------------------- | ---------------------- | ---------------------- | ---------------------- | ---------------------- | ---------------------- | --------------------------- |
| "Black Summer"                                                                          | 2022 | 78                     | 10                     | 82                     | 38                     | 67                     | 31                     | 67                     | 40                     | 43                     | 51                     | Unlimited Love              |
| "These Are the Ways"                                                                    | 2022 | —                      | 38                     | —                      | —                      | —                      | —                      | —                      | —                      | —                      | —                      | Unlimited Love              |
| "Tippa My Tongue"                                                                       | 2022 | —                      | 18                     | —                      | —                      | —                      | —                      | —                      | —                      | —                      | —                      | Return of the Dream Canteen |
| "Eddie"                                                                                 | 2022 | —                      | —                      | —                      | —                      | —                      | —                      | —                      | —                      | —                      | —                      | Return of the Dream Canteen |
| "The Drummer"                                                                           | 2022 | —                      | —                      | —                      | —                      | —                      | —                      | —                      | —                      | —                      | —                      | Return of the Dream Canteen |
| "—" značí, že se nahrávka neumístila v hitparádách nebo v tomto území ani nebyla vydána |      |                        |                        |                        |                        |                        |                        |                        |                        |                        |                        |                             |

### Promo singly
| "Get Up and Jump"                                                                       | 1984 | —  | —  | —  | —  | —  | —  | —  | —  |              | The Red Hot Chili Peppers   |
| "Jungle Man"                                                                            | 1985 | —  | —  | —  | —  | —  | —  | —  | —  |              | Freaky Styley               |
| "Hollywood (Africa)"                                                                    | 1985 | —  | —  | —  | —  | —  | —  | —  | —  |              | Freaky Styley               |
| "For the Thrashers"                                                                     | 1989 | —  | —  | —  | —  | —  | —  | —  | —  |              | Mother's Milk               |
| "Deck the Halls"                                                                        | 1994 | —  | —  | —  | —  | —  | —  | —  | —  |              | Out in L.A.                 |
| "Parallel Universe"                                                                     | 2001 | 37 | —  | —  | —  | —  | —  | —  | —  | - RIAA: Gold | Californication             |
| "Save the Population"                                                                   | 2003 | —  | —  | —  | —  | —  | —  | 32 | —  |              | Greatest Hits               |
| "Did I Let You Know"                                                                    | 2012 | —  | —  | —  | —  | —  | —  | —  | —  |              | I'm with You                |
| "Poster Child"                                                                          | 2022 | —  | 29 | —  | —  | 16 | 18 | —  | 75 |              | Unlimited Love              |
| "Not the One"                                                                           | 2022 | —  | —  | —  | 43 | —  | —  | —  | —  |              | Unlimited Love              |
| "Nerve Flip"                                                                            | 2022 | —  | —  | —  | —  | —  | —  | —  | —  |              | Unlimited Love              |
| "The Shape I'm Takin'"                                                                  | 2022 | —  | —  | 14 | —  | —  | 26 | 94 | —  |              | Return of the Dream Canteen |
| "—" značí, že se nahrávka neumístila v hitparádách nebo v tomto území ani nebyla vydána |      |    |    |    |    |    |    |    |    |              |                             |

### Další singly
| "Havana Affair"                                                                         | 2011 | 14 | — | —  | —  | We're a Happy Family: A Tribute to Ramones |
| "Strange Man" / "Long Progression"                                                      | 2012 | 12 | — | —  | 6  | I'm Beside You                             |
| "Magpies on Fire" / "Victorian Machinery"                                               | 2012 | 14 | — | —  | 7  | I'm Beside You                             |
| "Never Is a Long Time" / "Love of Your Life"                                            | 2012 | 6  | — | —  | 7  | I'm Beside You                             |
| "The Sunset Sleeps" / "Hometown Gypsy"                                                  | 2012 | 14 | — | 34 | 11 | I'm Beside You                             |
| "Pink as Floyd" / "Your Eyes Girl"                                                      | 2013 | 12 | — | —  | 13 | I'm Beside You                             |
| "In Love Dying"                                                                         | 2013 | 7  | — | —  | 12 | I'm Beside You                             |
| "Catch My Death" / "How It Ends"                                                        | 2013 | 9  | 4 | —  | 16 | I'm Beside You                             |
| "This Is the Kitt" / "Brave From Afar"                                                  | 2013 | 11 | — | —  | 18 | I'm Beside You                             |
| "Hanalei" / "Open/Close"                                                                | 2013 | 8  | — | —  | 17 | I'm Beside You                             |
| "—" značí, že se nahrávka neumístila v hitparádách nebo v tomto území ani nebyla vydána |      |    |   |    |    |                                            |

## Další umístěné písně
| "The Getaway"                                                                           | 2016 | 16 | 19 | 76 | —  | 24 | 181 | The Getaway                 |
| "We Turn Red"                                                                           | 2016 | —  | 26 | —  | —  | —  | —   | The Getaway                 |
| "The Longest Wave"                                                                      | 2016 | —  | 32 | —  | —  | —  | —   | The Getaway                 |
| "Encore"                                                                                | 2016 | —  | 46 | —  | —  | —  | —   | The Getaway                 |
| "Here Ever After"                                                                       | 2022 | 20 | 37 | —  | 10 | —  | —   | Unlimited Love              |
| "Aquatic Mouth Dance"                                                                   | 2022 | —  | 48 | —  | 16 | —  | —   | Unlimited Love              |
| "Peace and Love"                                                                        | 2022 | —  | —  | —  | 29 | —  | —   | Return of the Dream Canteen |
| "Reach Out"                                                                             | 2022 | —  | —  | —  | 36 | —  | —   | Return of the Dream Canteen |
| "Fake as Fu@k"                                                                          | 2022 | —  | —  | —  | 34 | —  | —   | Return of the Dream Canteen |
| "—" značí, že se nahrávka neumístila v hitparádách nebo v tomto území ani nebyla vydána |      |    |    |    |    |    |     |                             |

## Spoluumělec

### Album
| Název | Rok  | Album                                                               |
| --- | ---- | ------------------------------------------------------------------- |
| "Taste the Pain" (extended version)                                                                                         | 1989 | Say Anything...: The Original Motion Picture Soundtrack             |
| "Show Me Your Soul" | 1990 | Pretty Woman: Original Motion Picture Soundtrack                    |
| "Sikamikanico" | 1992 | Wayne's World: Music from the Motion Picture                        |
| "Search and Destroy" | 1993 | Beavis a Butt-Head                                                  |
| "Soul to Squeeze" | 1993 | Coneheads: Music from the Motion Picture Soundtrack                 |
| "The Power of Equality" | 1993 | Sub Rock - The Best Of Independent And Grunge                       |
| "Blood Sugar Sex Magik" (Live)                                                                                              | 1994 | Woodstock '94                                                       |
| "Higher Ground" | 1995 | Mighty Morphin Power Rangers: The Movie - Original Soundtrack Album |
| "I Found Out" | 1995 | Working Class Hero: A Tribute to John Lennon                        |
| "Melancholy Mechanics" | 1996 | Twister: Music from the Motion Picture Soundtrack                   |
| "Love Rollercoaster" | 1996 | Beavis and Butt-head Do America: Original Motion Picture Soundtrack |
| "I Make My Own Rules" (s LL Cool J, minus Anthony Kiedis)                                                                   | 1997 | Private Parts: The Album                                            |
| "Johnny, Kick a Hole in the Sky"                                                                                            | 1997 | ESPN Presents X Games                                               |
| "Higher Ground" | 1998 | Surf SI                                                             |
| "How Strong" | 1999 | M.O.M.: Music For Our Mother Ocean 3                                |
| "Higher Ground" | 1999 | Music Inspired By The Motion Picture "You Are Dead                  |
| "Fire" (Live) | 2000 | Woodstock '99                                                       |
| "Havana Affair" | 2003 | We're a Happy Family: A Tribute to Ramones                          |
| "Heart of Gold" (jako Johnny Cash minus Anthony Kiedis)                                                                     | 2003 | Unearthed                                                           |
| "Californication" (Live) | 2006 | Coachella                                                           |
| "I Just Wanna Have Something To Do" (live) "She's the One" (live) "I Wanna Be Sedated" (live) "It's a Long Way Back" (live) | 2006 | Too Tough to Die: A Tribute to Johnny Ramone                        |
| "Let the Good Times Roll" (s George Clinton & Kim Manning)                                                                  | 2009 | George Clinton and His Gangsters of Love                            |
| "Don't Forget Me" | 2013 | Ultimate Smallville soundtrack                                      |
| "Factory of Faith" | 2013 | Songs for the Philippines                                           |

### Film
| Název                              | Rok  | Film       |
| ---------------------------------- | ---- | ---------- |
| "Blackeyed Blonde"                 | 1986 | Thrashin'  |
| "Set It Straight" (nevydaná píseň) | 1986 | Tough Guys |

#### Další
| Název | Rok  | Film                                          |
| --- | ---- | --------------------------------------------- |
| "Higher Ground" | 2001 | MTV 20: Rock                                  |
| "Give it Away" | 2001 | MTV20 Collection                              |
| "Give it Away" | 2005 | The Work Of Director Stéphane Sednaoui        |
| "Can't Stop" | 2005 | The Work Of Director Mark Romanek             |
| "I Get Around" (live) | 2007 | Musicares: A Tribute to Brian Wilson          |
| "I Just Wanna Have Something To Do" (live) "She's the One" (live) "I Wanna Be Sedated" (live) "It's a Long Way Back" (live) | 2008 | Too Tough To Die (A Tribute To Johnny Ramone) |
| "Higher Ground" | 2015 | Guitar Hero Live                              |
| "Goodbye Angels" | 2017 | Animal Kingdom                                |
| "Can't Stop" | 2022 | Black Panther: Wakanda nechť žije             |
| "Can't Stop" | 2025 | Love, Death & Robots                          |

## Videa

### Video alba
| Název                                                                                   | Detaily o albu                                                  | Umístění v hitparádě | Certifikace                                                            |
| Název                                                                                   | Detaily o albu                                                  | US Video             | Certifikace                                                            |
| --------------------------------------------------------------------------------------- | --------------------------------------------------------------- | -------------------- | ---------------------------------------------------------------------- |
| Red Hot Skate Rock                                                                      | - Vydáno: 1988 (US) - Vydavatelství: EMI                        | —                    |                                                                        |
| Positive Mental Octopus                                                                 | - Vydáno: 1990 (US) - Vydavatelství: EMI                        | 9                    |                                                                        |
| Psychedelic Sexfunk Live from Heaven                                                    | - Vydáno: 1990 (US) - Vydavatelství: EMI                        | 7                    | - RIAA: Gold                                                           |
| Funky Monks                                                                             | - Vydáno: 29. října 1991 (US) - Vydavatelství: Warner Bros.     | 6                    | - RIAA: Gold - BPI: Gold                                               |
| What Hits!?                                                                             | - Vydáno: 29. září 1992 (US) - Vydavatelství: EMI, Capitol      | 14                   |                                                                        |
| Off the Map                                                                             | - Vydáno: 4. prosince 2001 (US) - Vydavatelství: Warner Bros.   | 28                   | - ARIA: 2× Platinum - BPI: Gold                                        |
| Live at Slane Castle                                                                    | - Vydáno: 18. listoapdu 2003 (US) - Vydavatelství: Warner Bros. | 22                   | - RIAA: Platinum - ARIA: 4× Platinum - BPI: 2× Platinum - MC: Platinum |
| Greatest Hits and Videos                                                                | - Vydáno: 18. listopadu 2003 (US) - Vydavatelství: Warner Bros. | 9                    | - ARIA: Platinum - BPI: Gold                                           |
| iTunes Originals – Red Hot Chili Peppers                                                | - Vydáno: 12. září 2006 (US) - Vydavatelství: Warner Bros.      | —                    |                                                                        |
| "—" značí, že se nahrávka neumístila v hitparádách nebo v tomto území ani nebyla vydána |                                                                 |                      |                                                                        |

### Další vydáná video alba
| Název                                         | Rok  | Režisér       |
| --------------------------------------------- | ---- | ------------- |
| Red Hot Chili Peppers Live: I'm with You      | 2011 |               |
| Red Hot Chili Peppers: Live from the Basement | 2012 | Nigel Godrich |

### Videoklipy
| Název                                   | Rok  | Režisér                                |
| --------------------------------------- | ---- | -------------------------------------- |
| "True Men Don't Kill Coyotes"           | 1984 | Graeme Whifler                         |
| "Jungle Man"                            | 1985 | Lindy Goetz, Ron Sedgwick, Jim Hancock |
| "Catholic School Girls Rule"            | 1985 | Dick Rude                              |
| "Fight Like a Brave"                    | 1987 | Dick Rude                              |
| "Good Time Boys"                        | 1989 |                                        |
| "Higher Ground"                         | 1989 | Bill Stobaugh, Drew Carolan            |
| "Knock Me Down"                         | 1989 | Drew Carolan                           |
| "Taste the Pain"                        | 1990 | Tom Stern, Alex Winter                 |
| "Show Me Your Soul"                     | 1990 | Bill Stobaugh                          |
| "Give It Away"                          | 1991 | Stéphane Sednaoui                      |
| "Under the Bridge"                      | 1992 | Gus Van Sant                           |
| "Suck My Kiss"                          | 1992 | Gavin Bowden                           |
| "Breaking the Girl"                     | 1992 | Stéphane Sednaoui                      |
| "Behind the Sun"                        | 1992 | Charlie Paul                           |
| "If You Have to Ask"                    | 1993 | —                                      |
| "Soul to Squeeze"                       | 1993 | Kevin Kerslake                         |
| "Warped"                                | 1995 | Gavin Bowden                           |
| "My Friends" (version 1)                | 1995 | Anton Corbijn                          |
| "My Friends" (version 2)                | 1995 | Gavin Bowden                           |
| "Aeroplane"                             | 1996 | Gavin Bowden                           |
| "Coffee Shop"                           | 1996 | Gavin Bowden                           |
| "Love Rollercoaster"                    | 1996 | Kevin Lofton                           |
| "Scar Tissue"                           | 1999 | Stéphane Sednaoui                      |
| "Around the World"                      | 1999 | Stéphane Sednaoui                      |
| "Otherside"                             | 2000 | Jonathan Dayton, Valerie Faris         |
| "Californication"                       | 2000 | Jonathan Dayton, Valerie Faris         |
| "Road Trippin'"                         | 2000 | Jonathan Dayton, Valerie Faris         |
| "By the Way"                            | 2002 | Jonathan Dayton, Valerie Faris         |
| "The Zephyr Song"                       | 2002 | Jonathan Dayton, Valerie Faris         |
| "Can't Stop"                            | 2003 | Mark Romanek                           |
| "Universally Speaking"                  | 2003 | Dick Rude                              |
| "Fortune Faded"                         | 2003 | Laurent Briet                          |
| "Dani California"                       | 2006 | Tony Kaye                              |
| "Tell Me Baby"                          | 2006 | Jonathan Dayton, Valerie Faris         |
| "Snow (Hey Oh)"                         | 2006 | Nick Wickham                           |
| "Charlie"                               | 2007 | Omri Cohen                             |
| "Desecration Smile" (version 1)         | 2007 | Gus Van Sant                           |
| "Desecration Smile" (version 2)         | 2007 | Gus Van Sant                           |
| "Hump de Bump"                          | 2007 | Chris Rock                             |
| "The Adventures of Rain Dance Maggie"   | 2011 | Marc Klasfeld                          |
| "Monarchy of Roses"                     | 2011 | Marc Klasfeld                          |
| "Look Around"                           | 2012 | Robert Hales                           |
| "Brendan's Death Song" (edited version) | 2012 | Marc Klasfeld                          |
| "Brendan's Death Song" (full version)   | 2012 | Marc Klasfeld                          |
| "Dark Necessities"                      | 2016 | Olivia Wilde                           |
| "Go Robot"                              | 2016 | Tota Lee                               |
| "Sick Love"                             | 2016 | Beth Jeans Houghton                    |
| "Goodbye Angels"                        | 2017 | Thoranna Sigurdardottir aka TOTA       |
| "Black Summer"                          | 2022 | Deborah Chow                           |
| "Poster Child"                          | 2022 | Julien & Thami.                        |
| "These Are the Ways"                    | 2022 | Malia James                            |
| "Tippa My Tongue"                       | 2022 | Malia James                            |
| "The Drummer"                           | 2022 | Phillip R Lopez                        |